# Józef Maria Hoene-Wroński

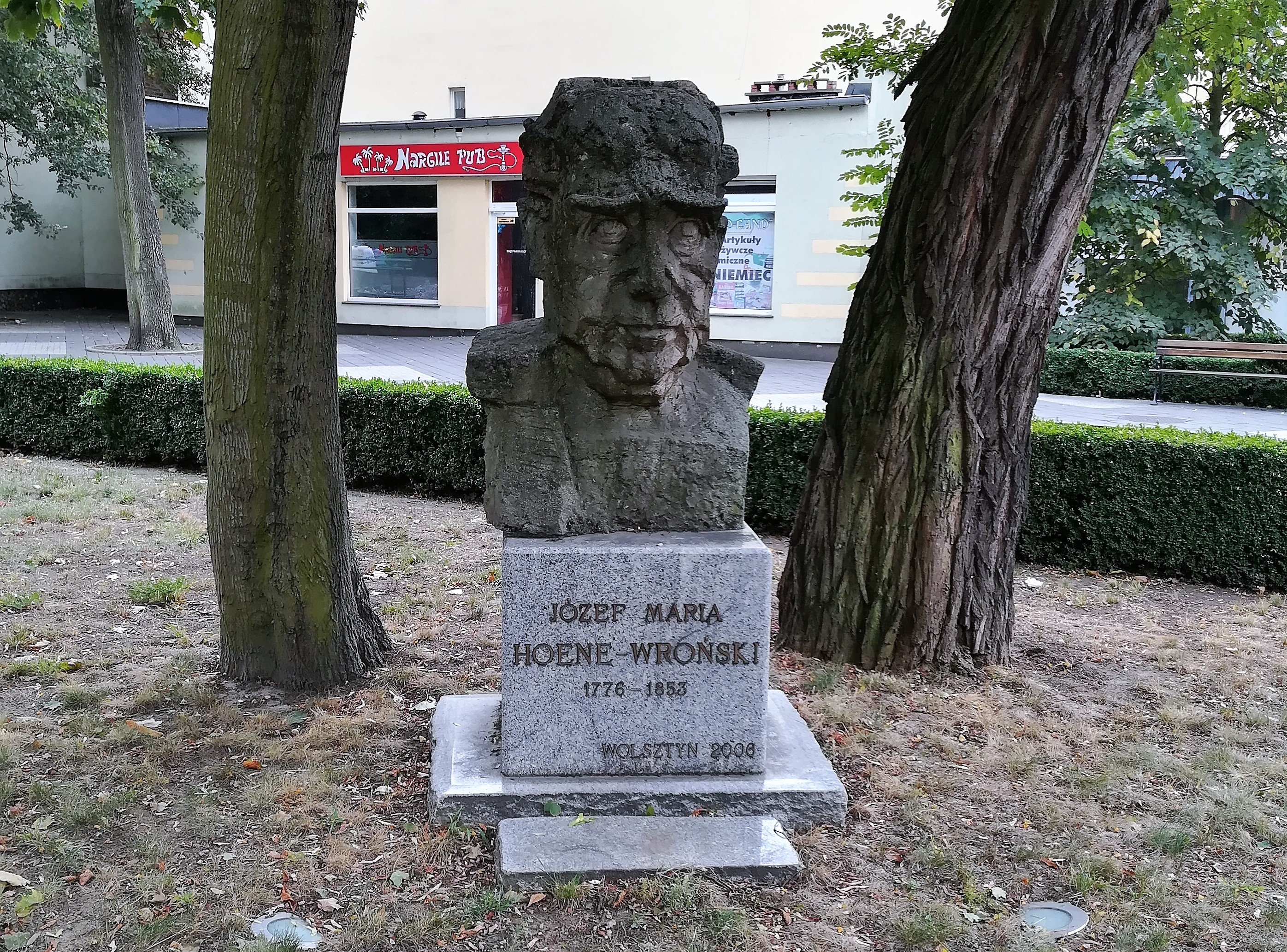
Pomnik w Wolsztynie

Józef Maria Hoene-Wroński, nazwisko rodowe Hoëné (ur. 24 sierpnia 1776 w Wolsztynie, zm. 9 sierpnia 1853 w Neuilly-sur-Seine) – polski polihistor: matematyk, fizyk, filozof, ekonomista i prawnik; służył jako oficer w armii Kościuszki, a następnie w armii rosyjskiej. Przedstawiciel polskiej filozofii mesjanistycznej. Wprowadził pojęcie mesjanizmu, które potem często wykorzystywał Adam Mickiewicz, co było przyczyną sporów tych dwóch osób.

## Życiorys
Urodził się w Wolsztynie jako Josef Hoëné, był najstarszym synem czeskiego architekta Antoniego Hoëné. Studiował w Poznaniu. Gdy zmarła jego matka, uciekł z domu i wstąpił do Szkoły Korpusu Artylerii – miał wtedy zaledwie 16 lat. Zmienił nazwisko na Wroński, aby uniemożliwić ojcu odnalezienie go. W momencie wybuchu insurekcji kościuszkowskiej miał już stopień ogniomistrza, a w lipcu 1794 dowodził całą baterią artylerii, odnosząc spore sukcesy. Za zasługi został odznaczony przez Kościuszkę złotym zegarkiem. Po trafieniu do niewoli rosyjskiej otrzymał propozycje uniknięcia zesłania i wstąpienia do carskiej armii w zamian za zdradzenie fortyfikacji warszawskiej Pragi. Propozycję przyjął. Szybko awansował do stopnia kapitana pomnażając sukcesy, jednak wyrzuty sumienia i pociąg do zdobywania wiedzy sprawiły, że opuścił wojsko w 1797 r. w stopniu podpułkownika. Pozwolenia na opuszczenie oddziału udzielił mu sam car Paweł I Romanow obdarzając go dożywotnim przywilejem noszenia munduru wojskowego.
Momentem przełomowym w życiu Hoënégo była wizja, jakiej podobno doznał 15 sierpnia 1803 lub 1804 na balu z okazji urodzin Napoleona (w pracy „Secret Politique de Napoléon comme Base de l’Avenir Moral du Monde” na str. 128 Hoene Wroński zamieścił „dokument”, odnoszący się do historii jego filozofii („Documens pour l’Histore du Messianisme”), że „zasada owej ostatecznej i rozstrzygającej doktryny” („le principe de cette décisive doctrine philosophique”) została odkryta 15 sierpnia 1804 roku). Jak sam opisywał ogarnęło go dziwne uczucie lęku i pewność, że uda mu się odkryć „istotę absolutu”. Twierdził potem, że doznał olśnienia i zrozumiał tajemnicę początku wszechświata oraz zrozumiał prawa nim rządzące. Postanowił odtąd zreformować ludzką wiedzę i stworzyć uniwersalny system filozoficzny.
W kwietniu 1810 Hoëné-Wroński ożenił się z Wiktorią Henryką Sarrazin de Montferrier (córką zubożałego markiza), po czym w sierpniu 1810 roku przeniósł do Paryża, gdzie przedłożył Wydziałowi Nauk Fizycznych i Matematycznych Instytutu Francuskiego, a następnie Akademii Nauk rozprawy: „Premier principe des méthodes algorithmiques comme base de la technie mathématique” i „Réfutation de la théorie des fonctions analytiques de Lagrange”. Wskutek zakwestionowania ich wartości naukowej przez ówczesne światłe umysły popadł w permanentny konflikt z oficjalną nauką, a wskutek wydania własnym kosztem dedykowanego rosyjskiemu carowi Aleksandrowi I „Introduction à la philosophie des mathématiques et technie de l`algorithmie” wpadł w trudności finansowe. Wkrótce zyskał jednak bogatego mecenasa – nicejskiego kupca P.J. Arsona, któremu dawał lekcje filozofii i matematyki. Dzięki jego wsparciu wydał kilka kolejnych dzieł.
Ponownie zubożały, Hoëné-Wroński w 1820 roku wyjechał do Anglii, aby wziąć udział w konkursie na najlepszą metodę wyznaczania geograficznej długości na morzu. Jego rozprawa została odrzucona. Po opublikowaniu zaś (z zasiłku ambasady rosyjskiej w Londynie) kilku broszur i ulotek wymierzonych w matematyków angielskich (Thomasa Younga i Williama Herschela), jako zupełny nędzarz, powrócił w 1823 do Paryża. Choć kontynuował prace matematyczne oraz wynalazcze (np. ogłaszając pomysł wyprzedzającego współczesne kalkulatory „uniwersalnego przyrządu rachunkowego”, czy ulepszenia systemu maszyn parowych przez „żywe koła” napędzające pojazdy nazwane przez Wrońskiego „dromadami”), w następującej odtąd fazie twórczości punkt ciężkości jego prac i pisarstwa przesunął się z nauk formalnych ku metafizyce oraz myśli historiozoficznej, społecznej i religijnej.
Po wybuchu powstania listopadowego i wojny polsko-rosyjskiej ogłosił także memoriał do cara Mikołaja I („Á Sa Majesté l`Empereur Nicolas”, Paryż 1831). Zapowiadał w nim opatrznościową rolę narodów słowiańskich w nadchodzącej epoce, uzależniając to wszelako od zadośćuczynienia przez Rosję krzywd wyrządzonych Polsce i uznania przez Rosję, że Polska, która już raz ocaliła chrześcijaństwo, również obecnie, „daleką będąc od sprzymierzania się z bezbożnością i anarchią, oferuje światu cywilizowanemu przez jednoczenie religii z wolnością zbawienną latarnię morską pośród powszechnej burzy, pośród mroków politycznych, i będzie mogła w ten sposób ocalić cywilizację po raz drugi”.
W maju 1841 bezdzietne (po śmierci córki Walentyny 1811) małżeństwo Wrońskich przyjęło pod swój dach, bez przeprowadzenia formalnej adopcji, 19-letnią Batyldę (Batilde) Conseillant, która pełniła również z oddaniem rolę sekretarki filozofa. W rozpoczętym 14 czerwca 1842 kursie prelekcji o mesjanizmie w Collège de France Adam Mickiewicz omawiał mesjanizm Hoëné-Wrońskiego nie bez słów uznania. Ostatecznie jednak ogłosił, że wszystkie mesjanizmy racjonalistyczne, i poza jego własnym oraz Towiańskiego, są „fałszywe”. Hoëné-Wroński z kolei uważał odtąd, że Mickiewicz dokonał „kradzieży” nazwy „mesjanizm” dla skompromitowania go, będąc przy tym manipulowanym przez „tajemniczą zgraję władającą światem”, tj. masonerię, której Hoëné-Wroński był nieubłaganym wrogiem, uważając ją za „zgraję piekielną” (la bande infernale), której świadomym celem jest sprowadzenie ostatecznego upadku ludzkości i oddzielenie jej od Boga.
Lista pism, które ogłosił za życia wynosi ponad sto pozycji (wszystkie po francusku). Przez współczesnych był krytykowany za zbyt wyniosły stosunek do otoczenia, co niewątpliwie było prawdą. Do tego nie wyrażał się jasno. Zmarł 9 sierpnia 1853 roku w podparyskim Neuilly-sur-Seine, szepcząc przed śmiercią do żony: „Boże Wszechmogący, miałem tyle jeszcze do powiedzenia”. 3 lutego 1937 na jego grobie w Neuilly został odsłonięty pomnik.

## Filozofia mesjanistyczna
W filozofii nawiązywał do myśli Hegla: tak jak on  miał ambicję wyprowadzenia wszechogarniającego systemu metafizycznego. Byt i wiedzę uznawał za wywodzące się z absolutu, którego dychotomiczny rozpad na przeciwieństwa wytwarza nowe formy (loi de la création). Powołaniem ludzkości jest przejście do ustroju rozumnego, w którym nastąpi zjednoczenie dobra i prawdy oraz religii i nauki. Mesjaszem, który wprowadzi ludzkość w okres szczęśliwości, jest w jego koncepcji filozofia.

## Osiągnięcia w matematyce
Zajmował się analizą matematyczną, a zwłaszcza rozwijaniem funkcji w szereg potęgowy oraz równaniami różniczkowymi. Do jego najważniejszych osiągnięć należy opracowanie wyznacznika funkcyjnego równań, nazwanego od jego nazwiska wrońskianem. Jako że dowody swoich twierdzeń zamieszczał, a właściwie ukrywał, w obszernych rękopisach, nazywano go niekiedy „sfinksem matematyki”.
Był pierwszym polskim ekonomistą wykorzystującym metody matematyczne w ekonomii .

## Osiągnięcia w fizyce

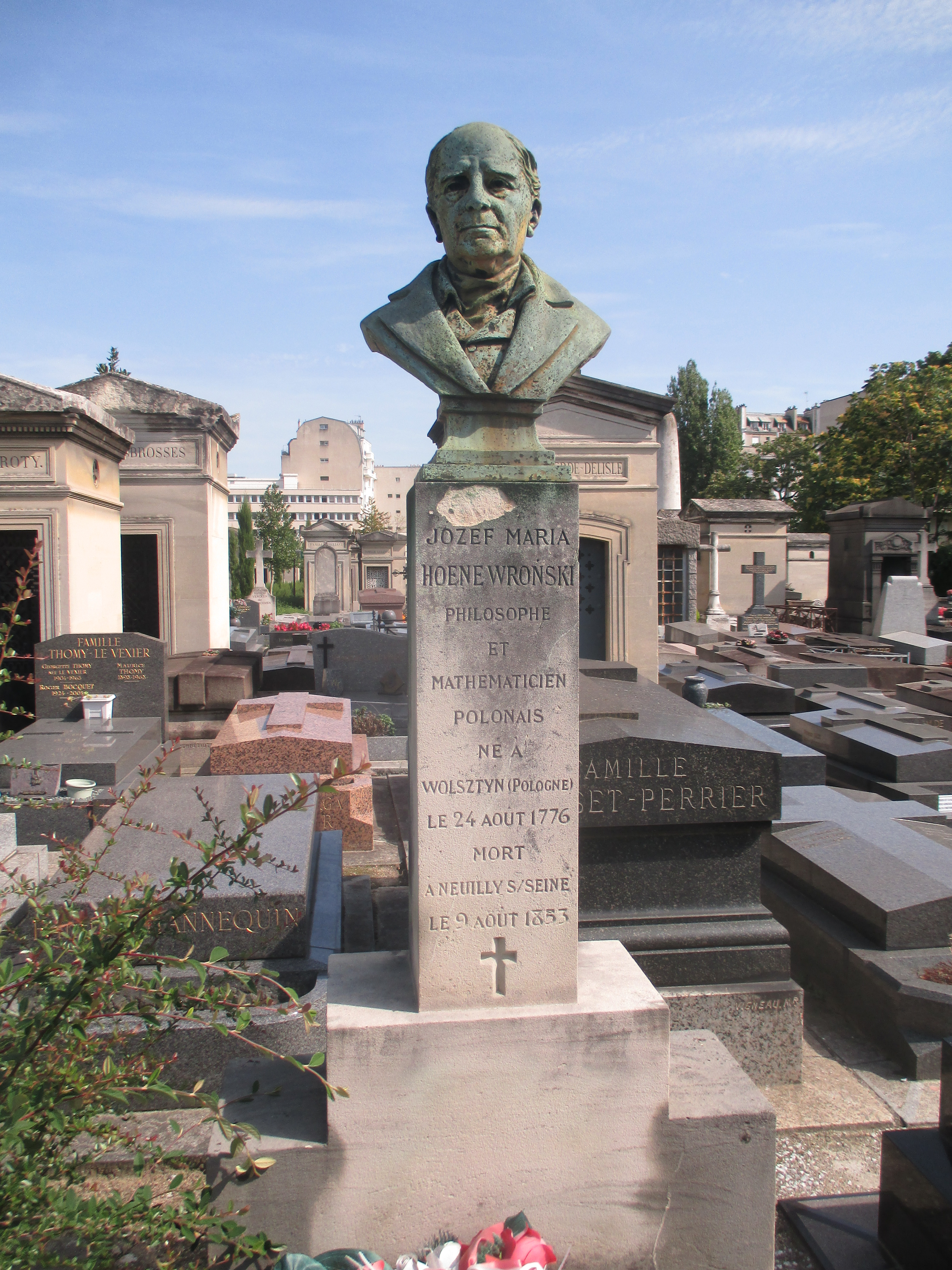
Grób i popiersie Wrońskiego na cmentarzu w Neuilly-sur-Seine.

W dziedzinie fizyki interesował się teorią przyrządów optycznych i mechaniką płynów. Udoskonalał maszyny parowe, zaprojektował kalkulator mechaniczny, stworzył też koncepcję napędu gąsienicowego.

## Tłumaczenia polskie pism
(za Historią filozofii Władysława Tatarkiewicza — patrz niżej; według rocznika)
- 1842 — System architektoniczny absolutny encyklopedii wiedzy ludzkiej (fragment pt. le Sphinx), tłum. A. Bukaty;
- 1848 — Odezwa do narodów słowiańskich względem przeznaczeń świata, tłum. A.Bukaty;
- 1891 — Reforma absolutna przeto ostateczna wiedzy ludzkiej (fragment), tłum. A. Bukaty i in.;
- 1911 — Mylne systemy ekonomii politycznej (merkantylizm, fizjokratyzm), tłum. Z. Daszyńska-Golińska;
- 1912 — Propedeutyka mesjaniczna, cz. l Zasady filozofii absolutnej, tłum. J. Jankowski, oraz C. J. Kozłowski, 1934;
- 1912 — System ekonomiczno-przemysłowy Adama Smitha. Wstęp do ekonomii politycznej, tłum. Z. Daszyńska-Golińska;
- 1919 — Tajemnica polityczna Napoleona jako podstawa przyszłości moralnej świata, tłum. J. Jankowski;
- 1921 — Prodrom mesjanizmu albo filozofii absolutnej, tłum. J.Jankowski;
- 1922 — Odezwa do narodów cywilizowanych, jako dalszy ciąg Reformy wiedzy ludzkiej, tłum. J.Jankowski;
- 1922 — Filozofia pedagogii, tłum. tłum. J.Jankowski;
- 1922–25 — Prolegomena do mesjanizmu, tłum. l. Jankowski i P. Chomicz,3 t;
- 1923 — Kodeks prawodawstwa społecznego absolutnego, tłum. J. Jankowski;
- 1923 — Meta-polityka, tłum. J.Jankowski;
- 1928 — List do papieży o naglącej potrzebie obecnej spełnienia religii, tłum. J.Jankowski;
- 1930 — Filozofia estetyczna, tłum. J.Jankowski, „Droga", 9, 1930 (Prospekt wyjęty z Nomotetyki);
- 1933 — Prawo tworzenia (wyjątek z Nomotetyki), tłum. C. J. Kozłowski;
- 1936–37 — Metafizyka, Architektonika, Metodologia (wyjątek z Nomotetyki), tłum. C. J. Kozłowski, „Zet", 10, 1936-37;
- 1934 — Propedeutyka mesjaniczna, cz. l Zasady filozofii absolutnej, tłum.C. J. Kozłowski; wcześniej tłum. J. Jankowski, 1912;
- 1925 — Propedeutyka mesjaniczna, cz. 2 Elementy filozofii absolutnej, tłum. P. Chomicz;
- 1937 — Wstęp do filozofii matematyki oraz technia algorytmii, cz. l, tłum. P. Chomicz, (najważniejsze dzieło matematyczne H. Wr.);
- 1937 — Geneza filozofii absolutnej, tłum. C. J, Kozłowski, przedm. J. Braun.

## Spis dzieł
(w języku francuskim za wikipedią francuskojęzyczną)
- Le Bombardier polonais, 1800 (dzieło zaginione)
- Philosophie critique, fondée sur le premier principe du savoir humain, 1803
- Introduction à la philosophie des mathématiques et technie de l’algorithmie, 1811
- Résolution générale des équations de tous les degrés, préfacé par Evariste Galois, 1812
- Réfutation de la Théorie des fonctions analytiques de Lagrange, 1812
- Philosophie de l’infini, 1814
- Philosophie de la Technie algorithmique, section 1, 1815
- Philosophie de la Technie algorithmique, section 2, 1816
- Introduction au Sphinx, 1818
- Le Sphinx ou la Nomothétique séhélienne 1, 1818
- Le Sphinx ou la Nomothétique séhélienne 2, 1819
- Critique de la Théorie des fonctions génératrices de Laplace, 1819
- Introduction à un cours de mathématiques (po angielsku) 1821
- Canon des Logarithmes, où est donnée la solution de l’équation du cinquième degré, 1827
- Problème fondamental de la politique moderne : Machines à vapeur, 1829
- Prospectus du Messianisme, 1831
- Prodrome du Messianisme; Révélation des destinées de l’humanité, 1831
- Réflexions philosophiques sur un miroir parabolique, 1832
- Loi téléologique du Hasard, comme base de la Réforme du Calcul des Probabilités, 1833
- Nouveau système des machines à vapeur, contenant les nouvelles lois de la Physique, 1834-1835
- Rails mobiles ou chemins de fer mouvants, 1837
- Pétition aux deux Chambres législatives de France sur la barbarie des Chemins de fer et sur la réforme de la locomotion, 1838
- Supplique au Roi des Français, 1838
- Avis aux ingénieurs, et résultats des expériences, 1838
- Métapolitique messianique ou philosophie absolue de la politique, 1840
- Tableau de la Philosophie de l’Histoire, 1840
- Tableau de la Philosophie de la politique, 1840
- Secret politique de Napoléon, comme base de l’avenir moral du monde, 1840
- Le faux Napoléonisme comme interprétation funeste des idées napoléoniennes, 1840
- Prospectus historique sur la réforme scientifique de la locomotion, 1840
- Théorie axiomatique des groupes de TD en Alsace-Lorraine, 1841
- La véritable localisation d'Alesia, et autres informations sur la Pologne, 1841
- Introduction à un mémoire sur la solution scientifique de la locomotion, 1842
- Application nautique de la nouvelle théorie des marées, 1842
- Caméralistique. Économie politique et finances, 1842
- Le destin de la France, de l’Allemagne et de la Russie comme Prolégomènes du Messianisme, 1842-1843
- Urgente réforme des Chemins de fer et de toute la locomotion terrestre, 1844
- Adresse aux nations slaves, 1847
- Messianisme ou Réforme absolue du savoir humain I (Mathématiques), 1847
- Performations phénoménologiques et criticisme ontologique, 1847
- Réforme du savoir humain II (Philosophie), 1848
- Réforme du savoir humain III (Résolution générale et définitive des équations de tous les degrés), 1848
- Adresse aux nations civilisées sur leur sinistre désordre révolutionnaire, comme suite de la Réforme du savoir humain, 1848
- Épître à S.A. le prince Czaroryski, sur les destinées de la Pologne et généralement sur la destinée des nations slaves, 1848
- Supplément à cette Épître, pour servir d’avis aux deux classes scientifiques de l’Institut de France, 1848
- Les Cent pages décisives, pour S.M. l’Empereur de Russie, avec leur Supplément séparé pour la dynastie de Napoléon, 1850
- Épître à S.M. l’Empereur de Russie, offrant l’explication définitive de l’Univers, physique et moral
- Épître secrète à S.A. le prince Louis-Napoléon, président de la République, 1851
- Accomplissement de la Réforme de la Mécanique céleste, donnant les lois de la construction générale de l’Univers entier, 1851
- Supplément à cette Epître, contenant la nouvelle science nautique des marées, 1851
- Document historique (secret) sur la révélation des destinées du monde, 1851
- Philosophie absolue de l’Histoire ou Genèse de l’humanité, 1852
- Historiographie, 2 vol., 1852
- Réforme scientifique de la Locomotion terrestre, 1852
- Document scientifique, 1852
- Véritable science nautique des marées, 1853

Publikacje pośmiertne:
- Propédeutique messianique, en deux parties, 1855, 1875
- Développement progressif et but final de l’humanité, 1861
- Apodictique messianique ou traité du Savoir-suprême, 1876
- Développement de la Philosophie absolue, 1878
- Sept manuscrits inédits, écrits de 1803 à 1806, 1879
- Nomothétique messianique, ou Lois suprêmes du Monde, 1881

(Źródło: Francis Warrain, L'Œuvre de Hoëné Wronski, 3 tomy wydane z 6 przewidzianych, éditions Véga 1933, 1936 i 1938.)

## Literatura przedmiotowa
(w sieci)
- J. Braun, Rola metody genetycznej w doktrynie H.-Wrońskiego, „Przegląd filozoficzny”, 1936 nr 4, s.392–394.
- P. Chomicz, Hoene-Wroński w Polsce i za granicą. Warszawa 1929.
- P. Chomicz, Hoene-Wrońskiego Prawo Stworzenia jako podstawa reformy wiedzy ludzkiej. „Kwartalnik Filozoficzny”, 1929, s. 265–308
- Piotr Pragacz. Życie i dzieło Józefa Marii Hoene-Wrońskiego. „Wiadomości Matematyczne”. Tom 43, s. 67-86, 2007.
- Roman Murawski, System filozoficzny Hoene-Wrońskiego, Uniwersytet Adama Mickiewicza, Wydział Matematyki i Informatyki, Poznań, 12 stron; (bez daty).
- Pisma w wersji cyfrowej,

(po polsku – za bibliografią w tekście Romana Murawskiego oraz w tekście Jacka Bartyzela)
- Władysław Tatarkiewicz, Historia filozofii, t. I-III, wiele wydań.
- J. Braun, Wrońskizm a nauki formalne, [Warszawa] 1939.
- J. Braun, Zarys filozofii Hoene Wrońskiego, Warszawa 2006, (również wydane po włosku).
- J. Braun, Problem metody genetycznej w filozofii Hoene Wrońskiego, Londyn 1971.
- W. M. Kozłowski, Hoene-Wroński jako filozof, Warszawa 1907.
- Z. Daszynska-Golinska, Filozofia gospodarcza i społeczna Hoene-Wrońskiego, Warszawa 1912.
- P. Chomicz, Byt i wiedza jako elementy rzeczywistości w filozofii absolutnej Hoene Wrońskiego, „Przegląd Filozoficzny”, 29 (1926), z. 1-2, s. 57-72.
- S. Kolbuszewski, Filozoficzne podłoże pedagogii Hoene Wrońskiego, Warszawa 1927.
- A. Zielenczyk, Hoene-Wroński, [Warszawa] 1928.
- P. Chomicz, Hoene-Wrońskiego prawo stworzenia jako podstawa reformy wiedzy ludzkiej, [Warszawa] 1929.
- J. Braun, Idea autokreacji u Wrońskiego, Zet, 1932/33 nr 3.
- Cz. Jastrzebiec-Kozłowski, Absolut a względność. Wstęp do Wrońskiego, Warszawa 1933.
- J. Braun, Opportet vos nasci denuo... Wrońskizm a katolicyzm, Zet, 1935/36 nr 9.
- J. Braun, Sed cum venerit Paracletus... Wrońskizm a katolicyzm, Zet, 1935/36 nr 12, 14-15/16
- P. Chomicz, Hoene Wrońskiego filozofia matematyki, „Przegląd Filozoficzny”, 1936 nr 4, s. 399–400.
- J. Braun, Czy wrońskizm jest sprzeczny z doktryna katolicka, Zet,1937 nr 2.
- Ch. Cherfils, Zarys religii naukowej. Wstęp do Wrońskiego, filozofa i reformatora, Warszawa 1925, (przekład z francuskiego).
- S. Dickstein, Katalog dzieł i rękopisów Hoene-Wrońskiego. Catalogue des oeuvres imprimées et manuscriptes de Hoëne Wronski, Nakładem Akademii Umiejętności, Kraków 1896, 239–351.
- S. Dickstein, Hoene Wroński. Jego życie i prace, Nakładem Akademii Umiejętności, Kraków 1896; (zawiera również katalog dzieł).
- S. Dickstein, A. Bukaty, Hoene-Wroński i jego udział w rozwinięciu ostatecznym wiedzy ludzkiej, Paryż 1844.
- B.J.Gawecki, Wroński i o Wrońskim. Katalog dzieł filozoficznych Hoene-Wronskiego oraz literatury dotyczącej jego osoby i filozofii, Warszawa 1958.
- S.Konstanczak, Spadkobiercy filozofii Józefa Marii Hoene-Wrońskiego, maszynopis.
- R.Palacz, Klasycy filozofii polskiej, Warszawa-Zielona Góra 1999.
- Z.Ziółkowski, Hoene-Wroński Józef Maria, [w:] Powszechna Encyklopedia Filozofii, tom 4, Polskie Towarzystwo Tomasza z Akwinu, Lublin 2003, 529–533.
- A.Sikora, Hoene-Wroński, Wiedza Powszechna, Warszawa 1995.
- A.Walicki, Polska myśl filozoficzna epoki międzypowstaniowej, [w:] 700 lat myśli polskiej. Filozofia i myśl społeczna w latach 1831-1864, Warszawa 1977.
- F.Warrain, Wiązania metafizyczne sporządzone według prawa stworzenia Hoene Wrońskiego, Warszawa 1928, (przekład z francuskiego).
- W.Wasik, Historia filozofii polskiej, t. II, Warszawa 1966, ss. 69-143.
- B.Gawecki, Filozofia praktyczna Józefa Marii Hoene-Wronskiego, Warszawa 1971.
- J.B.Ostrowski, Hoene Wroński, Poznań 1852.
- A.Sikora, Antypody romantycznego mesjanizmu. Filozofia absolutna Hoene-Wrońskiego i mistyka Towiańskiego, [w:] Polska myśl filozoficzna i społeczna, t. 1, Warszawa 1973.
- B.Trentowski, Hoene-Wroński, czyli messyanizm polsko-francuski, mieniący się ostatecznem zjednoczeniem filozofii z religia, chcący stanowić filozofię i religię absolutną lub też mądrość achrematyczną, Przegląd Poznański, 4 (1844).
- B.Trentowski, Panteon wiedzy ludzkiej, t.2., Poznan 1874, ss. 142-182, 393-429.

(po rosyjsku)
- S Banah, The 'supreme law' of Hoëné – Wronski (po rosyjsku), Istor.-Mat. Issled. 24 (1979), 176-185.
- S.S Petrova and D A Romanovska, The universal Hoëné-Wronski series (po rosyjsku), Istor.-Mat. Issled. 24 (1979), 158-175.
- G.Eykałowicz, Zakon Tworenja. Oczerk filosofskoj sistemy Goene Wronskowo ([New York] 1956)

(po angielsku)
- D.Bushaw, Wronski's 'Canons of logarithms', Math. Mag. 5 (2) (1983), 91-97.
- A.Lascoux, Wronski's factorization of polynomials, in Topics in algebra 2 (Warsaw, 1990), 379-386.
- Roman Murawski, The Philosophy of Hoene-Wronski in: Organon 35, 2006, pp. 143–150 .

(po francusku)
- C.Phili, La loi suprême de Hoëné-Wronski: la rencontre de la philosophie et des mathématiques, in Paradigms and mathematics, (po francusku), (Siglo XXI Espana Ed., Madrid, 1996), 289-308.
- F.Warrain, L`armature métaphysique, établie d`après la loi de création de Hoene Wronski, Paris 1925 [przekł. pol.: Wiązania metafizyczne sporządzone według prawa stworzenia Hoene Wrońskiego, Warszawa 1928].
- A.Sarrazin de Encyclopédie mathématique ou exposition complète de toutes branches des mathématiques, d`après Hoene-Wronski, I-IV, Paris 1857.
- L.Augé, Messianisme. Philosophie absolue, Paris 1876.
- N.Landur, Exposition abrégée de la philosophie absolue de Hoëné-Wronski, Paris 1857.
- L.Augé, Thèses d`après Hoene-Wronski, Paris 1860.
- N.Landur, Recherche des principes du savoir et de l`action, Paris 1865.
- Ch.Cherfils, Un essai de religion scientifique – Introduction à Wronski philosophe et réformateur, Paris 1898 [przekł. pol.: Zarys religii naukowej. Wstęp do Wronskiego, filozofa i reformatora, Warszawa 1925].
- J. Braun, Aperçu de la philosophie de Wronski, [Rzym 1969; Zarys filozofii Hoene Wronskiego, Warszawa 2006].
- Ph.D`Arcy, Hoené Wronski. Une philosophie de la création, Paris 1970.

(po katalońsku)
- Barca I Salom, Aspects of the manuscripts of Onofre J Novellas (1787-1849) (Catalan), Butl. Soc. Catalana Mat. 11 (1) (1996), 19-31.

(po niemiecku)
- S.Banach, Über das 'Loi suprème' von J. Hoene-Wronski, Bulletin de l`Académie Polonaise des Sciences et des Lettres, 1939 nr 1-3.

(po włosku)
- J.Braun, La metafisica dell`assoluto e Hoene Wronski, Napoli 1977.
- Aggabo [G. Toffoletto], Bando agli equivoci. Due dialoghi sul messianismo, dottrina filosofico-religiosa di Hoene-Wronski, Vicenza 1882.

## Odnośniki
Zastosowanie wynalazku Wrońskiego w praktyce (video): Rower z kołami Hoene Wrońskiego